# Domenico Bassi (barnabita)
Domenico Bassi (Piancastagnaio, 1875 – Firenze, 1940) è stato un religioso e pedagogista italiano.

## Biografia
Studiò dapprima a Perugia nella Scuola apostolica dei padri barnabiti, poi nel Seminario arcivescovile. Nel 1898 fu ordinato sacerdote e nel 1899 entrò nei Barnabiti e fu destinato al collegio La Querce di Firenze, come insegnante di latino e greco nel locale ginnasio liceo.
Durante la prima guerra mondiale fu aiuto cappellano militare nell'ospedale della Croce Rossa di Firenze e fu rettore in seguito sempre del collegio La Querce (1920-1928). 
Fece parte per nove anni del Consiglio superiore della pubblica istruzione. 
Nel 1931 fu eletto visitatore della provincia romana della sua congregazione.

## Pensiero
Padre Domenico Bassi nella sua ricerca di carattere pedagogico, e educativo in senso più generale, considerò i principali problemi educativi, familiari e scolastici in armonia con il dettato evangelico. Si oppose al "naturalismo pedagogico", che metteva in primo piano l'esigenza di tener conto della natura umana nell'opera educativa, in quanto riteneva che fosse in errore nel non tener conto della dimensione religiosa. Secondo padre Bassi «...la Grazia non distrugge la natura, ma la eleva, la perfeziona e quindi la presuppone». Era anche contrario ad un'autorità imposta senza discutere e la sua formula educativa si può riassumere in 
"Autorità (del pedagogo) nel rispetto della libertà (del discepolo)". Riteneva che l'amore, ossia il concetto cristiano della carità, costituisse il valore fondamentale dell'educazione, ispirandosi a sant'Agostino.
Secondo padre Bassi, nel compito educativo dovevano avere uguali compiti i genitori e la famiglia da un lato ed il maestro. Questi avrebbe dovuto possedere le «...doti richieste dal La Salle agli educatori: la gravità, il silenzio, l'umiltà,  la saggezza, la prudenza, la pazienza, il ritegno, la dolcezza, lo zelo, la vigilanza,  la generosità, la pietà». 
Anche negli studi su autori della classicità antica (Seneca, Plutarco, Quintiliano) tese a mettere in luce i valori morali ed educativi che, pur nel contesto pagano, trovavano affinità di vedute con la morale cristiana.

## Opere
Scrisse numerosi articoli (in particolare per le riviste Levana, Studium, Educazione nazionale, Rassegna nazionale, La nuova scuola italiana, Vita e pensiero, Catechesi, Scuola italiana moderna) e libri su argomenti morali legati alla cultura classica (in particolare in relazione a Seneca, Plutarco, Agostino di Ippona), su personaggi della patristica cristiana, sulla religione e sull'educazione.

### Argomenti morali e classicità antica
- Seneca a Lucilio: studi e saggi, A. Razzolini, Firenze, 1912.
- Seneca morale, A. Razzolini, Firenze, 1914.
- Dai discorsi di Epitteto, A. Razzolini, Firenze, 1915.
- Seneca. La morale, scelta dai trattati e dalle lettere a Lucilio, Vallecchi, Firenze, 1924.
- Il pensiero morale, pedagogico e religioso di Plutarco, Vallecchi, Firenze, 1927.
- Lucio Anneo Seneca. Saggi di filosofia e di vita romana. Introduzione e commento, Tipografia G. Pirola, 1928.
- Quintiliano maestro, Le Monnier, Firenze, 1930.

### Patristica
- Il pensiero di S. Agostino (Lib. Ed. Relig: Fr. Ferrari, Roma 1929);
- Per la saggezza cristiana con S. Agostino (Lib. Ed. Fior.Firenze 1930);
- S. Agostino, “De magistero” e “De vera religione”, introduzione e commento, Vallecchi editore, Firenze 1930
- S. Agostino, “La menzogna”, introduzione e versione dal testo latino, Società editrice “Gioventù Italica”, Roma 1930
- S. Agostino “L'utilità di credere” (introduzione, testo e note), Società editrice internazionale, Torino 1936
- S. Ambrogio di Milano. De officiis ministrorum, Edizioni Cantagalli, Siena 1936
- S. Agostino, “De vera religione” (introduzione e commento), La Nuova Italia editrice, Firenze 1938

### Pedagogia
- Gli altri, Società tipografica editrice cooperativa, Città di castello, 1910.
- Noi: saggi di educazione personale, Società tipografica editrice cooperativa, Città di castello, 1911.
- In famiglia, Vallecchi, Firenze, 1926.
- La saggezza nell'educazione, La Nuova Italia, Firenze, 1927.
- Studi di storia della pedagogia, Tipografia editrice Laziale, Roma, 1929.
- Doveri dell'insegnante (da, Domenico Bassi e altri La moralità e la professione), Libreria editrice Fiorentina, 1934.
- Saggi di educazione, La Nuova Italia, Firenze, 1934.
- Il Maestro e i maestri, Tipografia editrice Laziale, Roma 1939.

### Religione
- Attorno alla culla di Gesù, Libreria Salesiana editrice, Firenze, 1904.
- Le ultime parole del martire, Libreria Salesiana editrice, Firenze, 1905.
- Religione interna, Libreria Salesiana editrice, Firenze, 1906.
- Catechismo (Lezioni di religione) Collegio La Querce, 1906-1907.
- Il Vangelo per i giovani, A. Razzolini editore, Firenze, 1911.
- Il Vangelo della Domenica per il soldato: religione e patria, Tipografia domenicana, Firenze, 1915.
- Maria nel poema di Dante, Libreria editrice Fiorentina, 1931.
- La mia lampada, Le Monnier editore, Firenze, 1932.
- L'etica cristiana nel “Discorso della Montagna”, Le Monnier, Firenze, 1933.
- La barricata, Libreria F.Ferrari Casa editrice, Roma, 1936.

### Enciclopedie
- Enciclopedia pedagogica, Abaco-Buzzati, volume I, pp. 1528-1531.
- Grande dizionario enciclopedico, UTET, p.770.
- Grande Dizionario Enciclopedico Appendice 1964, UTET, p. 138.
- Enciclopedia Italiana Treccani, p. 715.
- Dizionario Enciclopedico Italiano, p. 119.
- Enciclopedia Italiana della pedagogia e della Scuola, Curcio, p. 244.
- Grande Enciclopedia Curcio, p. 487.
- Enciclopedia Cattolica, Città del Vaticano, p. 985.